# Alec Smit
Alec Smit (Sittard, 15 mei 1999) is een Nederlandse handbalspeler van het Deense SønderjyskE en het Nederlandse herenteam.

## Carrière
Alec Smit begon met jeugdhandbal bij SVM en daarna V&L. Vervolgens stapte hij over naar Sittardia uit Sittard waar hij op vijftienjarige leeftijd zijn debuut maakte in het eerste team. Smit speelde niet lang daarna voor Limburg Lions die zich in 2016 plaatste voor de groepsfase van de EHF Cup, waar Lions laatste in de poule werd. Op 21 december 2016 speelde Smit zijn eerste senioreninterland tegen Korea. In 2017 vertrok Smit naar 2. Handbal-Bundesligaclub HSG Nordhorn-Lingen uit Nordhorn. Het seizoen 2018/2019 werd met een promotie naar de 1e Bundesliga beloond en met het Nederlands team werd een EK kwalificatie afgedwongen. 
Alec Smit wordt in april 2019 uitgeroepen tot handbaltalent van het jaar | 1Limburg | Nieuws en sport uit Limburg 
Nog voor het einde van de seizoenshelft in december 2019 stapt hij per direct over van HSG Nordhorn-Lingen naar het Deense SønderjyskE dat in de hoogste liga, de Herre Handbold Ligaens speelt. SønderjyskE had al enige tijd interesse in Smit. Er werd gesproken over een overgang in de zomer van 2020. Door een zware blessure van de rechterhoekspeler van SønderjyskE kwam het transferverzoek van de Deense club eerder. Smit speelde in totaal 86 wedstrijden voor HSG Nordhorn Lingen en scoorde 110 doelpunten.
In 2022 speelt Alec met het nationale team mee op het EK in Hongarije / Tsjechië. Het team haalt de hoofdronde en behaalt uiteindelijk drie overwinningen tegen thuisland Hongarije, Portugal en Montenegro, verliest nipt van IJsland en ruim van Denemarken en Frankrijk maar behaalt wel nog een gelijkspel tegen Kroatië. Nederland wordt uiteindelijk 10e op dit EK. Het team lijdt net als alle teams onder de Covid19 pandemie en de een na de andere speler test positief op het virus. 